# Cherry Bomb (мини-альбом)
Cherry Bomb (с англ. — «Вишнёвая Бомба») — третий мини-альбом NCT 127, второго юнита южнокорейского бой-бенда NCT. Альбом вышел 14 июня 2017 года, дистрибуция производилась Genie Music. Альбом включает в себя в общей сложности семь песен, в том числе одноимённый заглавный трек.
Альбом пользовался коммерческим успехом, достигнув второго места в альбомном чарте Gaon. По состоянию на декабрь 2017 года было продано более 127 642 физических копий.

## Преподсылки и релиз
25 мая SM Entertainment подтвердил возвращение второго юнита NCT, NCT 127 в июне и заявил, что группа сняла клип в провинции Кёнгидо.
В полночь 5 июня, был выпущен конпцепт-фото объявляющий об их возвращении. В тот же день агентство объявило, что альбом называется Cherry Bomb и выйдет 14 июня.
С 7 по 9 июня были выпущены фото-тизеры отдельных участников. Фото-тизер всей группы был выпущен 10 июня. Группа также выпустила видео персонажей мультфильмов на своей официальной странице Instagram, а также специальное сообщение от участников. Впоследствии были представлены тизерные видео. Трек-лист был объявлен 11 июня вместе с клипом Cherry Bomb. Альбом был выпущен 14 июня. Видеоклип на заглавную песню «Cherry Bomb» достиг более трех миллионов просмотров за 24 часа.

## Промоушен
«Cherry Bomb» была признана «непригодной для трансляции» KBS из-за упоминаний о насилии, кровавых описаниях и т.д, поэтому группа не исполнила песню на Music Bank.
NCT 127 начали свой шоукейс 14 июня. Группа начала продвигается на южнокорейских музыкальных шоу, начиная с 15 июня, где они исполнили «Cherry Bomb» и «0 Mile» на M Countdown!.

## Коммерческий успех
Предварительные заказы «Cherry Bomb» достигли 101 444 копий, превысив продажи предыдущие двух альбомов NCT 127.
«Cherry Bomb» дебютировала на втором месте в чарте альбомов Gaon и Billboard в US World Albums, дебютировала на 21 месте в топ-альбомах Billboard Heatseekers и на 22 месте в чарте альбомов Oricon. Альбом вошел под номером два в альбомном чарте Gaon за июнь 2017 года, продав 105,877 физических копий.

## Критика
Fuse TV описал песню как мощный и взрывной трек, а также как и самый сложный трек группы. Ведущий сингл «Cherry Bomb» был выбран Billboard и Idolator как одна из лучших песен K-pop 2017 года.

## Синглы
«Cherry Bomb» был выпущен в качестве заглавного трека 14 июня. Сингл был описан как «сложный синтезаторный и басовый» трек с красочными композициями, которые соответствуют уникальному рэпу, вокалу и мощному исполнению участников.. Песня также семплирует тексты популярной американской детской песни «If You’re Happy and You Know It». Хореография к «Cherry Bomb» поставил Тони Теста, который поставил предыдущий синглу NCT 127 по «Fire Truck», «Performance Version».
Песня вошла под номером 37 в цифровой чарте Gaon в выпуске чарта от 11-17 июня 2017 года с 39,006 проданными загрузками.

## Трек-лист
| №                   | Название                                                                | Текст песни                                                                                         | Музыка | Arrangement                      | Длительность |
| ------------------- | ----------------------------------------------------------------------- | --------------------------------------------------------------------------------------------------- | --- | -------------------------------- | ------------ |
| 1.                  | «Cherry Bomb»                                                           | Taeyong Mark Deepflow Lim Jung-Hyo Oh Min-joo                                                       | Dwayne Abernathy Jr. Jennifer Decilveo Deez Jakob `Jay` Mihoubi Rudi `Rudy` Daouk Michael Woods Kevin White Andrew Bazzi MZMC | Dem Jointz Deez Yoo Young-jin    | 3:56         |
| 2.                  | «Running 2 U»                                                           | Taeyong Mark JQ Kim Jin (makeumine works)                                                           | Karl Powell Harrison Johnson Ryan Christian Adrian Mckinnon Tay Jasper Otha `Vakseen` Davis III MZMC                          | The Colleagues                   | 2:47         |
| 3.                  | «0 Mile»                                                                | Taeyong Mark Jo Yoon-kyung Jo Jin-joo Choi So-young (JF) Park Yong-joon (JF)                        | Christian Fast Julimar J-Son Santos Henrik Nordenback                                                                         | Christian Fast Henrik Nordenback | 3:23         |
| 4.                  | «Sun & Moon» (sung by Taeil, Johnny, Taeyong, Yuta, Doyoung, & Jaehyun) | Jung Joo-hee January 8th ( Jam Factory )                                                            | AFSHeeN Josh Cumbee Jai Waetford                                                                                              | AFSHeeN Josh Cumbee              | 3:07         |
| 5.                  | «Whiplash» (sung by Jaehyun, Mark, Taeyong, & Taeil)                    | Taeyong Mark JQ O Neu Lu (makeumine works) Xitsuh                                                   | The Stereotypes 220 Andrew Choi MC Meta                                                                                       | The Stereotypes 220              | 3:21         |
| 6.                  | «Summer 127»                                                            | Taeyong Mark Sun (Joombas) Bae Min-soo (Joombas) seizetheday (Joombas) CiaNo (Joombas) Kim In-hyung | Shin Hyuk Davey Nate Devin Hoffman Eric Scullin Jass Reyes DK Chek Parren                                                     | Chek Parren                      | 3:37         |
| 7.                  | «Cherry Bomb» (Performance version)                                     | Taeyong Mark Deepflow Lim Jung-Hyo Oh Min-joo                                                       | Dwayne Abernathy Jr. Jennifer Decilveo Deez Jakob `Jay` Mihoubi Rudi `Rudy` Daouk Michael Woods Kevin White Andrew Bazzi MZMC | Dem Jointz Deez Yoo Young-jin    | 4:21         |
| Общая длительность: | Общая длительность:                                                     | Общая длительность:                                                                                 | Общая длительность: | Общая длительность:              | 24:38        |

## Чарты и продажи
| Чарты (2017)                      | Позиции в чартах |
| --------------------------------- | ---------------- |
| South Korean Albums (Gaon)        | 2                |
| Japanese Albums (Oricon)          | 18               |
| US Heatseekers Albums (Billboard) | 21               |
| US World Albums (Billboard)       | 2                |

### Продажи
| Регион             | Продажи |
| ------------------ | ------- |
| Japan (Oricon)     | 8,457   |
| South Korea (Gaon) | 127,642 |